# Santsemäe järv
Santsemäe järv (järv = See) ist ein künstlicher See in der Landgemeinde Saaremaa im Kreis Saare auf der größten estnischen Insel Saaremaa. Der See liegt auf der Halbinsel Kübassaare poolsaar im Kahtla-Kübassaare hoiuala.
Der See ist 460 Meter lang, 90 Meter breit und 1,7 Hektar groß.